# Пленено ято
„Пленено ято“ е български игрален филм (драма) от 1962 година на режисьора Дучо Мундров, по сценарий на Емил Манов. Оператор е Георги Алурков. Музиката във филма е композирана от Георги Генков.

## Сюжет
През 40-години на ХХ век членовете на бойна група от Съпротивата попадат в затвора чрез провокация. При разпита петимата се държат твърдо, но шестият не издържа на мъченията и прави признания. Антон и Борис подкрепят Христо, който пред съда се отказва от показанията си, но накрая всички са осъдени на смърт. При последното свиждане майката на Христо съобщава, че го е търсил рус младеж. Осъдените го свързват с последствията. Преди разстрела Христо успява да извика името на предателя....

## Актьорски състав
Роли във филма изпълняват актьорите:
- Димитър Буйнозов – Борис Андреев
- Стефан Илиев – Владимир Костов, радиотехник
- Асен Кисимов – Петър Славов - „Пешо късият“
- Кирил Ковачев – Христо Велинов
- Петър Слабаков – Стоян Керимидчиев - „Антон“
- Атанас Великов – Васил Попов, застрахователен чиновник
- Георги Георгиев-Гец – следователят
- Лили Райнова
- Надежда Вакъвчиева
- Божидар Дяков
- Магда Колчакова
- Симеон Йотов
- Кина Дашева
- Митко Виденов
- Росица Славчева

## Награди
- Награда за най-добър филм, ФБФ (Варна, 1962).
- Наградата за мъжка роля на Петър Слабаков, ФБФ (Варна, 1962).
- Номинация за „Златна палма“, (Кан, Франция, 1962).